# Општина Појана (Дамбовица)
Појана (рум. Poiana) општина је у Румунији у округу Дамбовица.
Oпштина се налази на надморској висини од 130 m.